# Copa del Generalísimo de baloncesto 1950
La Copa del Generalísimo de baloncesto o el Campeonato de España 1950 fue la número 14.º, donde su final se disputó en el Plaza de toros de las Arenas de Barcelona el 7 de mayo de 1950.

## Cuartos de final
Los partidos de ida se jugaron el 4 de abril y los de vuelta el 16 de abril.
| Equipo 1       | Agr.   | Equipo 2             | Ida   | Vuelta |
| -------------- | ------ | -------------------- | ----- | ------ |
| Real Madrid CF | Exento |                      |       |        |
| CF Barcelona   | Exento |                      |       |        |
| Liceo Francés  | 111–87 | CD Español de Tetuán | 57–47 | 54–40  |
| GC Covadonga   | 56–97  | Juventud de Badalona | 32–38 | 24–59  |

## Fase final
Todos los partidos se disputaron en la Plaza de toros de las Arenas de Barcelona entre el 6 y el 7 de mayo.
|  | Semifinales          | Semifinales          |    |                | Final         | Final |  |
|  |                      |                      |    |                |               |       |  |
|  |                      |                      |    |                |               |       |  |
|  | 6 de mayo            |                      |    |                |               |       |  |
|  | CF Barcelona         | 33                   |    |                |               |       |  |
|  | Real Madrid CF       | 32                   |    |                |               |       |  |
|  |                      |                      |    |                |               |       |  |
|  |                      |                      |    |                | 7 de mayo     |       |  |
|  |                      |                      |    |                | CF Barcelona  | 46    |  |
|  |                      | Juventud de Badalona | 39 |                |               |       |  |
|  |                      |                      |    |                |               |       |  |
|  |                      |                      |    |                |               |       |  |
|  |                      |                      |    |                | Tercer lugar  |       |  |
|  | 6 de mayo            | 6 de mayo            |    | 7 de mayo      | 7 de mayo     |       |  |
|  | Juventud de Badalona | 51                   |    | Real Madrid CF | 49            |       |  |
|  | Liceo Francés        | 30                   |    |                | Liceo Francés | 41    |  |

### Final
| 7 de mayo de 1950, 12:00 | CF Barcelona                        | 46–39                              | Juventud de Badalona               | |  |
| 12:00 GTM+1              | Marcador por tiempos: 23–16, 23–23  | Marcador por tiempos: 23–16, 23–23 | Marcador por tiempos: 23–16, 23–23 | |  |
|                          | Estadísticas Sebastián Navarrete 15 | Pts                                | Estadísticas Andrés Oller 17       | Pabellón: Plaza de toros de las Arenas, Barcelona Asistencia: 10.000 espectadores Árbitros: Navarro Olcina y Martínez (Colegio Levantino) |  |

| Campeón de la Copa del Generalísimo 1950 |
| ---------------------------------------- |
| CF Barcelona 6.º título                  |